# Takeo Vakabajaši
Takeo Vakabajaši (japonsko 若林 竹雄), japonski nogometaš, * 29. avgust 1907, Hjogo, Japonska, † 7. avgust 1937.
Za japonsko reprezentanco je odigral dve uradni tekmi.